# Яг (деревня)
Яг (коми Яг) — деревня в Усть-Вымском районе Республики Коми, входит в состав сельского поселения Гам.

## География
Деревня находится на правом берегу реки Вычегда, на расстоянии 20 км к юго-востозападу от села Айкино, административного центра района.

### Часовой пояс
Деревня Яг, как и вся Республика Коми, находится в часовой зоне МСК (московское время). Смещение применяемого времени относительно UTC составляет +3:00.

## Население
| 2010 |
| ---- |
| 292  |

### Национальный состав
Согласно результатам переписи 2002 года, в национальной структуре населения коми составляли 60 % из 332 чел., русские — 33 %.